# Театр в Кадисе
Римский театр в Кадисе — античное строение в городе Гадесе (ныне Кадис) на юге Испании.
Театр, который предположительно был построен в I столетии до н. э., был одним из крупнейших на территории Римской империи.
Сооружение заброшено в IV столетии н. э., и в XIII веке на его руинах по приказу короля Альфонсо X была построена крепость.
Остатки театра (только частично раскопанные) были обнаружены в 1980 году.
Строение включает амфитеатр диаметром более чем 120 метров и вмещавший около 20 000 зрителей.
Это одно из немногих сооружений античной Иберии, которые упоминаются латинскими классиками, включая Цицерона и Страбона.